# Okorukambe (Wahlkreis)
Okorukambe, ehemals Steinhausen, ist ein Wahlkreis in der Region Omaheke im zentralen Osten Namibias. Verwaltungssitz ist das Dorf Witvlei. Der Kreis umfasst eine Fläche von fast 17.500 Quadratkilometer und hat lediglich 12.300 Einwohner (Stand 2023).
Weitere Siedlungen im Wahlkreis sind Omitara und Summerdown sowie u. a. die Ansiedlung Steinhausen. Okorukambe ist durch seine zahlreichen kommerziellen Farmen vor allem landwirtschaftlich geprägt. Von touristischem Interesse ist vor allem die Tierstation Harnas. Die Namibian-German Special Initiative ist im Wahlkreis aktiv.

## Wahlen
| Wahl | Name             | Partei | Stimmenanteil |
| ---- | ---------------- | ------ | ------------- |
| 1992 |                  |        |               |
| 1998 | Kilus Nguvauva   | SWAPO  | 50,5 %        |
| 2004 | Kilus Nguvauva   | SWAPO  | 55,5 %        |
| 2010 | Kilus Nguvauva   | SWAPO  | 55,7 %        |
| 2015 | Raphael Mokaleng | SWAPO  | 77,2 %        |
| 2020 | Rocco Nguvauva   | SWAPO  | 58,5 %        |